# 끈끈이

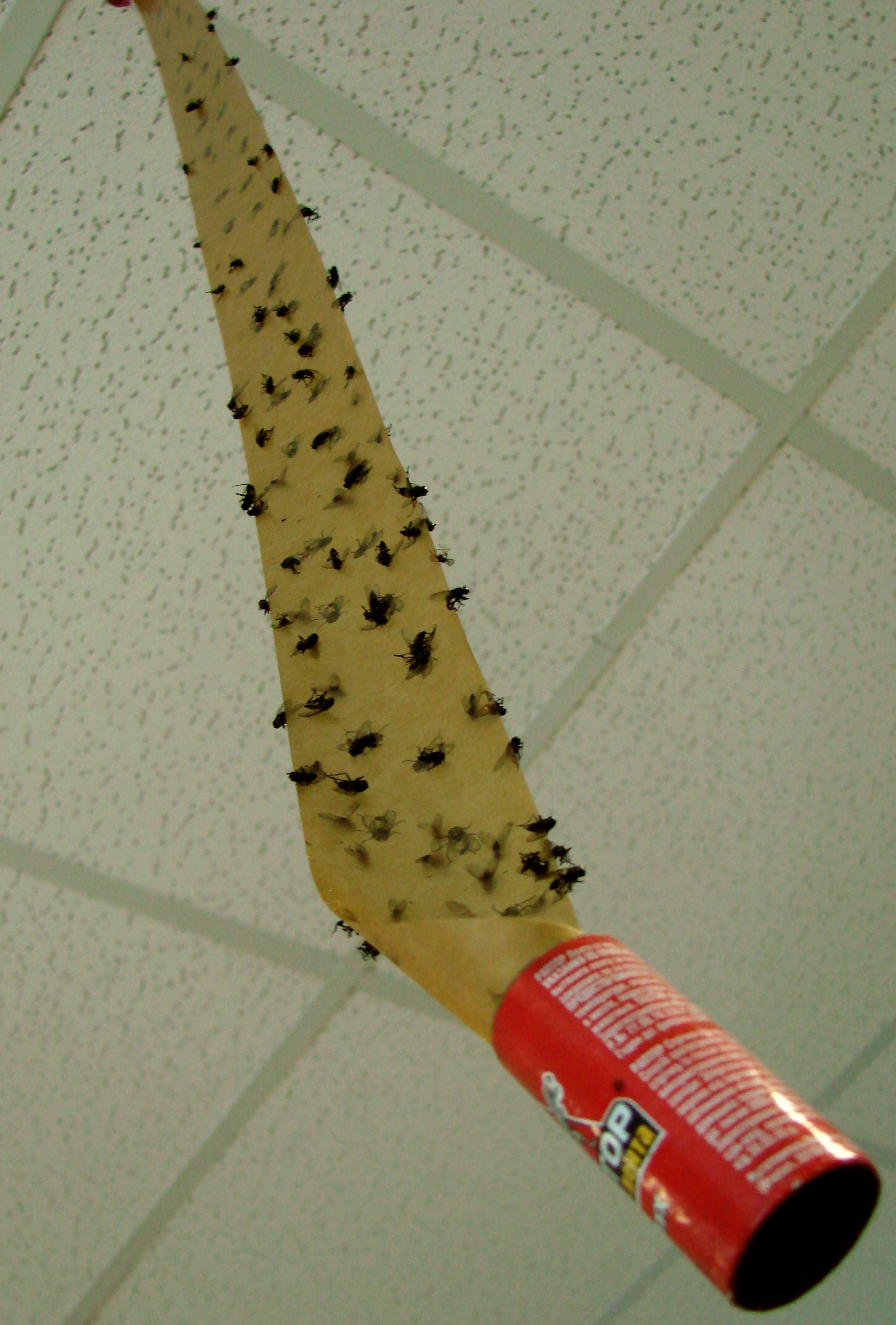
끈끈이

끈끈이는 벌레나 파리 등을 잡는 데 쓰는 끈끈한 물질 또는 그런 도구이다. 파리 끈끈이, 쥐 끈끈이, 바퀴벌레 끈끈이 등 용도에 따라 다양한 종류도 있으며, 크기와 가격도 제각각이며 단점도 있다. 

## 같이 보기
- 살충제
- 해충구제